# Henri Stehlé
Henri Stehlé, né le 30 novembre 1909 à Fécamp (Seine-Maritime) et mort le 19 février 1983 à Palma de Majorque (Espagne), est un agronome et botaniste français, à la fois algologue, entomologiste, enseignant et dessinateur botanique.
Il fonde le Centre de Recherches INRA Antilles-Guyane en 1949, dont le siège est en Guadeloupe. Il est administrateur du Centre et Directeur de la Station d'Amélioration des Plantes jusqu'en 1964. Une grande partie de ses études comme botaniste est réalisée en Guadeloupe et Martinique, en collaboration avec son épouse, Madeleine, et le R.P. (Révérend Père) Louis Quentin. Il travaille notamment sur les Orchidacées, les Pipéracées et les Fougères. Son herbier comprend plus de 9000 échantillons partagés entre la France (Museum National d'Histoire Naturelle de Paris) et les États-Unis (Jardin Botanique de New York et Smithsonian Institution à Washington).

## Biographie

### Formation
Il obtient le diplôme d'Ingénieur Agricole à l’École nationale supérieure d'agronomie de Grignon en 1931, pour se spécialiser postérieurement en agronomie tropicale à l’École nationale supérieure d'agriculture coloniale à Nogent-sur-Marne. En 1947 il décroche le diplôme de Docteur Ingénieur à l'École nationale supérieure agronomique de Montpellier, à la suite de la soutenance d'une thèse de phytogéographie sur les types forestiers de la Caraïbe, qui lui vaut d’être lauréat de l’Institut de France.

### Carrière
En 1934 Henri Stehlé s'installe en Guadeloupe où il est nommé Directeur du Jardin d'Essais de Basse-Terre (1934-1935) et puis de Pointe-à-Pitre (1935-1938), où il crée les premières variétés de canne à sucre des Antilles françaises (les J.E.G. pour Jardin d'Essais Guadeloupe) . Il est l'un des fondateurs des Écoles d’Agriculture de Pointe-à-Pitre et de Tivoli, en Martinique, devenues plus tard lycées agricoles. En 1938 il s'installe en Martinique et devient Directeur du Jardin d'Essais de Tivoli. Entre 1940 et 1942, il est aussi responsable du Service des Eaux, de la Forêt et de l'Agriculture en Martinique.
À partir de la fondation du Centre INRA Antilles-Guyane en 1949, il travaille sur la création variétale chez la canne à sucre, les méthodes de protection des sols contre l'érosion, la conservation des ressources biologiques, la caractérisation agronomique et nutritive des plantes fourragères locales, et les méthodes de culture du vanillier et d'autres cultures alimentaires,.
À son retour en France métropolitaine, en 1964, Stehlé est Directeur de Recherches au Centre INRA d'Antibes, où il continue ses études botaniques en travaillant notamment sur la caractérisation des plantes exotiques du Jardin botanique de la Villa Thuret. Il a été aussi Administrateur des Parcs nationaux de Port-Cros (Var) et du Mercantour (Alpes-Maritimes et Alpes-de-Haute-Provence), et membre du Haut Conseil de Protection de la Nature de France. Il est l'un des fondateurs de l'Association SOS Vie-Nature-Environnement à Antibes, pour la protection de la faune, la flore et l'environnement, en étant Président du Comité Scientifique de la revue de l'association. Dans les années 1970 il préside le comité scientifique de l'Union Régionale du Sud-Est pour la Sauvegarde de la Vie, de la Nature et l'Environnement (URVN), dans lequel figuraient entre autres Alain Bompard, Haroun Tazieff et Paul-Emile Victor.
Au moment de son décès en 1983, Stehlé travaillait sur son dernier ouvrage Histoire botanique, écologique et agricole des Antilles françaises, des Caraïbes à nos jours, produit de trente ans de recherches aux Antilles,.

### Précurseur de l'approche écologique aux Antilles
Jeune homme en formation d'Agronomie, Stehlé est très influencé par l'enseignement et les travaux d’écologie de Georges Kuhnholtz-Lordat, que plus tard il appellera le « Maître » dans ses écrits. Kuhnholtz–Lordat est l'un des fondateurs de la Phytosociologie en France, approche que Stehlé utilisera abondamment dans ses travaux aux Antilles, et cela depuis le début de sa carrière. Ainsi, son ouvrage de 1935 sur l'écologie et la géographie botanique de la flore guadeloupéenne, est préfacé par Kuhnholtz–Lordat, qui souligne la pertinence de la démarche appliquée. Lucien Degras, successeur de Stehlé à la Station d'Amélioration des Plantes de l'INRA, affirme que dans cette publication « s'exprime déjà une constante de son œuvre, la liaison botanique-écologie-phytosociologie ».
Degras précise aussi que Stehlé est un précurseur de l'utilisation des méthodes biologiques pour la protection des cultures, en publiant son premier article sur le sujet en 1935. Ainsi en 1937, à la suite d'une mission à la Barbade, il introduit en Guadeloupe le micro-hyménoptère Tichogramma minutum, parasite de la chenille du borer (Distrae saccharalis) qui était responsable des grandes pertes de rendement chez la canne à sucre. Dans ses travaux agronomiques des années 1940 et 1950, Stehlé continue d'employer une approche écologique pour analyser les relations entre le fonctionnement des espèces d'intérêt alimentaire, leur milieu pédoclimatique, et les pratiques agricoles nécessaires à la protection de l'environnement. Stehlé est l'un des initiateurs du projet d'établissement d'une réserve naturelle en Guadeloupe, qui aboutira après son décès à la création du Parc National,.

### Enseignement

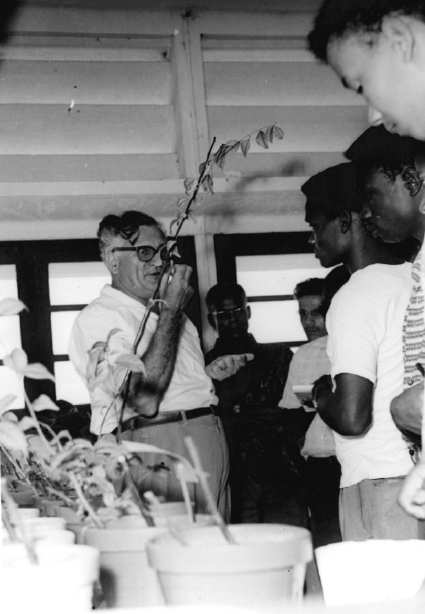
Henri Stehlé lors d'une séance de formation agricole (1954)

Dans les années 1930-1940, Stehlé participe à l'enseignement agricole aux Antilles et est responsable de l'organisation des Écoles d'Agriculture de Guadeloupe (1935-1938) et de Martinique (1938-1940). Entre 1940 et 1946 il est Directeur Technique et Administratif de la Nouvelle École Antillaise d'Agriculture en Martinique. À la suite de sa réinstallation en Guadeloupe à la fin des années 1940, il est Chargé de l'Enseignement des Sciences au Lycée de Basse-Terre.

### Expertise scientifique
Vers la fin des années 1930, Stehlé collabore avec le Jardin botanique de New York, et est membre correspondant du Musée national d'histoire naturelle des États-Unis. Dans les années 1940 et 1950, Stehlé réalise de nombreuses missions en tant qu'expert en agronomie tropicale dans une vingtaine de pays de la Caraïbe et de l'Amérique Centrale et du Sud. En 1946 il est désigné par le Ministère des Colonies comme membre de la Commission Caraïbe promouvant la coopération dans la Caraïbe. En 1950, il représente la France aux Nations unies, à la 4e session de la FAO, à titre d'expert scientifique pour évaluer les perspectives et les programmes de recherche agronomique dans les pays de la Caraïbe. En 1953 Stehlé devient membre du Conseil des Recherches et du Comité d'Agriculture et Sylviculture de la Commission Caraïbe.

L'abréviation Stehlé s'utilise pour indiquer Henri Stehlé comme autorité pour la description et la classification scientifique de 222 plantes de l'International Plant Names Index.

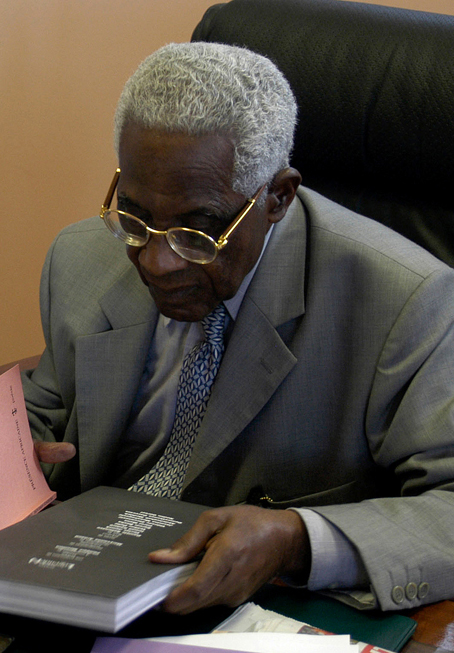
Aimé Césaire (2003)

### Collaboration avec Aimé Césaire
À la fin des années 1930, ses activités de botaniste en Martinique amènent Henri Stehlé à connaître Aimé Césaire. Césaire invite Stehlé à réaliser une étude de la flore martiniquaise, ce qui donne lieu à deux articles publiés dans Tropiques, la revue culturelle fondée et éditée par le poète martiniquais. Le premier article est une synthèse des études de Stehlé sur la végétation antillaise (1941). Le deuxième article est une contribution à l'ethnobotanique antillaise et concerne l'origine des appellations vernaculaires des plantes, où Stehlé décrit les histoires et légendes se rattachant à ces dénominations (1944). Dans un entretien accordé en 1978 à Jacqueline Leiner, Césaire explique que l'objectif d'inclure ces publications dans une revue littéraire était de permettre « à la Martinique de se recentrer », et « d’entraîner les martiniquais à la réflexion » sur leur environnement proche.
En 1988, Césaire, alors maire de Fort-de-France, rend hommage à Stehlé en donnant son nom à une rue du quartier Tivoli, à proximité du Jardin d'Essais que Stehlé avait dirigé en 1938. Lors du discours d'hommage Césaire salue « le savant et l'humaniste au grand cœur ».

## Distinctions
- 1931 : Prix de Chimie de l’École Nationale d'Agriculture.
- 1936 : Lauréat de l’Institut de France (Académie de sciences), avec Madeleine Stehlé.
- 1938 : Médaille Jules Crevaux des Explorateurs d'Amérique de la Société de Géographie Commerciale de Paris, avec Madeleine Stehlé..
- 1939 : Prix Gandoger de Phanérogamie de la Société botanique de France.
- 1946 :  Officier d'académie au titre de l'Enseignement.
- 1947 : Chevalier de l’Ordre de l'Étoile noire du Bénin.
- 1949 :  Chevalier de l'ordre du Mérite agricole.
- 1949 : Prix de Coincy de Phanérogamie de la Société Botanique de France, avec Madeleine Stehlé et Louis Quentin.
- 1953 :  Officier de l'Instruction publique.
- 1954 :  Officier de l'ordre du Mérite agricole.

## Affiliations à des Sociétés savantes
- Société linnéenne de Lyon, membre 1935.
- National Geographic Society, membre 1936.
- Société botanique de France, membre 1936.
- Société de biogéographie de France, membre élu 1937.
- Muséum national d'histoire naturelle de Paris, membre correspondant 1946.
- Académie des sciences d’Outre-mer, membre 1953.
- Académie des Lettres et des Sciences de Montpellier, membre 1953.

## Publications (sélection)

### Ouvrages
- 1935 : Flore de la Guadeloupe et Dépendances. Essai d’Écologie et de géographie botanique. Tome I. 286 p. Ed. Basse-Terre.
- 1938 : Flore de la Guadeloupe et dépendances (en collaboration avec Madeleine Stehlé et Louis Quentin). Tome II, Catalogue de Phanérogames et Fougères, avec contribution à la flore de la Martinique. 238 p. Ed. Basse-Terre.
- 1939 : Flore descriptive des Antilles françaises : les Orchidiales. Vol 1. 144 p. Imprimerie officielle de la Martinique.
- 1941 : La Culture du café à La Martinique et son amélioration. 42 p. Imprimerie officielle de la Martinique.
- 1947 : La végétation sylvatique de l'archipel caraïbe. Thèse de l'Université de Montpellier (Faculté des sciences). 548 p.
- 1950 : Index Seminum. Semences de végétaux utiles du Centre de Guadeloupe. 18 p. Centre de Recherches des Antilles et Guyane françaises.
- 1956 : Survey of forage crops in the Caribbean. 389 p. Ed. Trinidad.
- 1958 : Une Excursion à La Soufrière (La Guadeloupe) (en collaboration avec Madeleine Stehlé). Préface de E. Chartol & P. Lechevalier. 86 p. Ed. Artra.

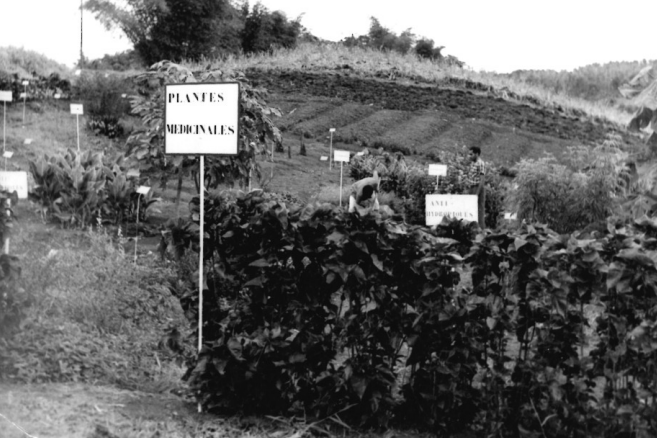
Parcelle de plantes médicinales sur le Centre INRA en Guadeloupe (1952)

- Parcelle de plantes médicinales sur le Centre INRA en Guadeloupe (1952)1962 : Flore médicinale an tan lontan (en collaboration avec Madeleine Sthelé). Ed. Desormeaux.
- 1963 : Étude phytosociologique et floristique de l'Ilet à Cabris de l'Archipel des Saintes en Guadeloupe (Antilles françaises). 340 p. Ed. Basse-Terre.
- 1978 : Essai d'écologie et de géographie botanique. 282 p. Ed. Calivran.

### Articles
- 1935 : Intérêt des méthodes biologiques dans la protection des cultures de la Guadeloupe. Agron. Coloniale 214, 1-4.
- 1936 : Aperçu sur la végétation de la Guadeloupe. Rev. Bot. Appl. Agricult. Coloniale 184, 969-973.
- 1936 : Intérêt de l'utilisation des engrais verts à la Guadeloupe. Rev. Agr. Guade. 8, 40-45.
- 1941 : The flora of Martinique. J. New York Bot. Gard. 42, 235-244.
- 1941 : La végétation des Antilles françaises. Tropiques 2, 71-75.
- 1943 : Classification des arbres à latex et à sécrétions de gommes, résines et matières colorantes aux Antilles françaises. Carib. Forester. Trop. 4, 112-123.
- 1944 : Les dénominations génériques des végétaux aux Antilles françaises : histoires et légendes qui s'y attachent. Tropiques 10, 53-87.
- 1946 : Végétaux d'origine asiatique ou africaine naturalisées dans l'Archipel Caraïbe. Rev. Intern. Bot. Appl. 280-281, 100-106.
- 1946 : Notes taxonomiques et écologiques sur les Légumineuses Papillionacées des Antilles françaises. Bull. Muséum 18, 98-117.

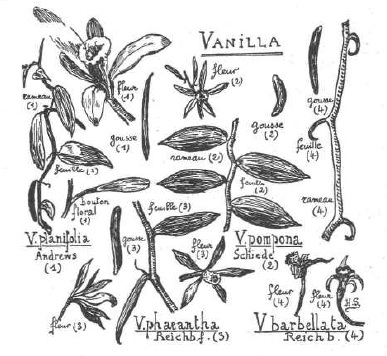
La vanille (dessin d'Henri Stehlé, 1952)

- 1952 : Le Vanillier et sa culture: I. Histoire, botanique, géographie et écologie du Vanillier. Fruits 7, 50-56.
- 1953 : Étude Botanique et Agronomique des Légumineuses autochtones et exotiques des genres Canavalia, Clitoria et Crotalaria aux Antilles Françaises. Rev. Internat. Bot. Appl. Agricult.Trop. 33, 490-517.
- 1954 : Quelques notes sur la Botanique et l'Écologie végétale de l'Archipel des Caraïbes. J. Agricult. Trop. Bot. Appl. 1, 71-110.
- 1954 : La protection de la nature en Amérique tropicale dans ses rapports avec l'évolution des techniques agricoles. VIIIe Congrès International de Botanique de Paris. 9 p..
- 1956 : Pipéracées nouvelles ou rares de l'Ile anglaise de la Dominique et contribution à la connaissance botanique de la Réserve Caraïbe. Bull. Soc. Bot. Fr. 103, 614-619.
- 1959 : La culture du manioc et ses possibilités industrielles aux Antilles françaises. Riz & Riziculture & Cultures Vivrières Trop. 2, 1-9.
- 1966 : Quelques mises au point historiques relatives à l’introduction de végétaux économiques aux Antilles françaises. Bull. de la Société d'Histoire de la Guadeloupe 5-6, 27–37.